# Hans L. Ewaldsen
Hans Lorenz Ewaldsen (* 6. September 1923 in Lunden; † 5. Februar 2013 in Essen) war ein deutscher Industriemanager.

## Leben
Nach dem Abitur 1942 in Flensburg leistete er als Flugzeugführer Kriegsdienst in der Luftwaffe der Wehrmacht. Er geriet im Dienstgrad eines Fähnrichs in Kriegsgefangenschaft, wo er zwei Jahre verblieb und u. a. Theologie an der Universität Montpellier studierte.
Von 1947 bis 1950 studierte er Wirtschafts- und Rechtswissenschaften an der Christian-Albrechts-Universität zu Kiel (Dipl. sc. pol.). 1951 trat er als Informant in die Deutsche Babcock AG in Oberhausen ein. 1953 wurde er Leiter des Finanz- und Rechnungswesens. 1956 übernahm er die Leitung der Konzernverwaltung, 1959 wurde er Kaufmännischer Leiter und 1960 Mitglied des Vorstandes.
1967 wurde er Vorstandsvorsitzender der Deutschen Babcock & Wilcox-Dampfkesselwerke AG. 1983 zog er sich aus gesundheitlichen Gründen von dem Amt zurück. Unter seiner Führung entwickelte sich der Mittelständler zu einem internationalen Konzern.
Von 1984 bis 1992 war er Aufsichtsratsvorsitzender, danach übernahm er den Ehrenvorsitz. Neben den fünf Tochtergesellschaften war er Mitglied der Aufsichtsräte der Klöckner-Humboldt-Deutz AG, der Stinnes AG und der Gerling-Konzern Welt-Versicherungs-Pool AG.
Er war verheiratet und Vater von zwei Kindern.

## Auszeichnungen
- 1988: Verdienstorden des Landes Nordrhein-Westfalen[1]
- 1989: Ehrendoktorwürde der Universität Essen (Dr.-Ing. E. h.)